# África Lorente Castillo
África Dolores Lorente Castillo (Tánger, Marruecos, 17 de octubre de 1954 - Hospitalet de Llobregat, España, 1 de mayo de 2020) fue una escritora, profesora y política española.

## Biografía
Nació en el protectorado español en Marruecos, pero sus padres eran originarios de Ceutí (Murcia). Pasó su infancia en Las Palmas y Melilla, obtuvo una diplomatura en magisterio en Universidad de Alicante y en 1976 se instaló en Castelldefels.
Se incorporó al PSOE en 1975 en Alicante. Cuando llegó a Cataluña, formó parte de la Federación Catalana del PSOE, entonces PSC-PSOE, con la que fue primer secretario de la Federación del Bajo Llobregat (1983-1988). Fundó el Grupo Socialista de Castelldefels.
Ha sido concejala de Cultura, Educación y Deportes del Ayuntamiento de Castelldefels de 1979 a 1983. En 1984 fue elegida para el Parlamento de Cataluña en las elecciones de 1984. De 1987 a 2003 fue vicealcaldesa en las áreas de turismo, comunicación y promoción económica de Castelldefels.
Ha trabajado como profesora en el colegio Can Roca de Castelldefels, el Jacme March School de Gavá y el colegio Torre Barona de Castelldefels, donde ha escrito dos novelas en castellano. Es miembro de la Laberinto de Ariadna y de la Asociación de Escritores de Cataluña.
Falleció de COVID-19 el 1 de mayo de 2020 a la edad de 65 años en el Hospital Universitario de Bellvitge.